# 默兹河畔达马尔坦
默兹河畔达马尔坦（法語：Dammartin-sur-Meuse，法語發音：[damaʁtɛ̃ syʁ møz]）是法国上马恩省的一个市镇，位于该省东南部，属于朗格勒区。

## 地理
默兹河畔达马尔坦（47°58'42"N, 5°34'37"E）面积15.58 平方千米，位于法国大東部大區上马恩省，该省份为法国东北部内陆省份，北起马恩省和默兹省，西接奥布省，西南接科多尔省，东南接上索恩省，东临孚日省。
与默兹河畔达马尔坦接壤的市镇（或旧市镇、城区）包括：瓦勒德默兹、巴西尼地区帕尔努瓦、默兹河畔勒沙特莱、索尔克叙尔、阿夫勒库尔。

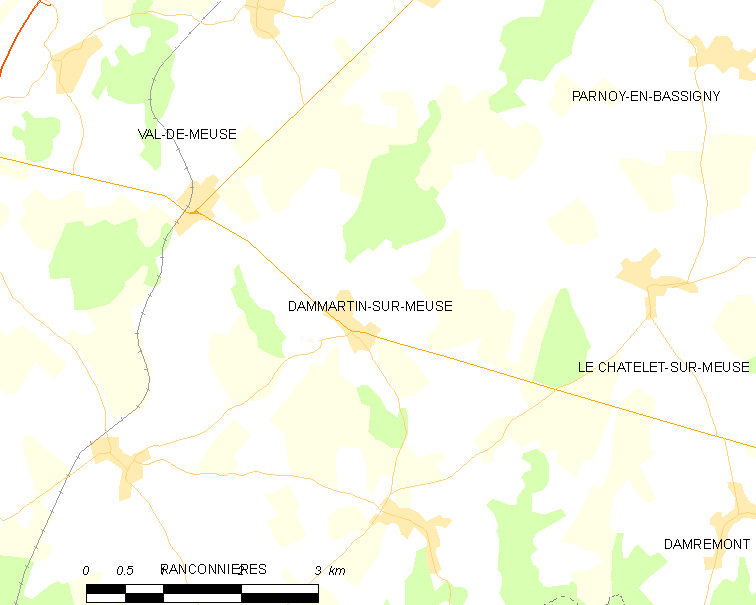
默兹河畔达马尔坦的OSM定位图

默兹河畔达马尔坦的时区为UTC+01:00、UTC+02:00（夏令时）。

## 行政
默兹河畔达马尔坦的邮政编码为52140，INSEE市镇编码为52162。

## 政治
默兹河畔达马尔坦所属的省级选区为波旁莱班县。

## 人口

1962-2008年间默兹河畔达马尔坦人口变化图示

默兹河畔达马尔坦于2022年1月1日时的人口数量为203人。